# Who are you? (ジョイ・ウォンの曲)
「Who are you?」（フー・アー・ユー?）は、ジョイ・ウォンの日本エイベックス移籍ファーストシングル。1997年12月3日にavex traxより発売された。

## 概要
タイトル曲「Who are you?」は東映配給映画『北京原人 Who are you?』の挿入歌。日本語バージョンで歌った。2曲目「Reset」はカップリング曲も収録。
CDジャケットは、日本で撮影したオリジナルジャケット仕様。

## 収録曲
1. Who are you? [4:48]
作詞：友井久美子 - 作曲・編曲：小倉良、石塚知生
映画『北京原人 Who are you?』挿入歌
2. Reset [4:02]
作詞：友井久美子 - 作曲：小倉良 - 編曲：栗尾直樹
3. Who are you?（オリジナル・カラオケ） [4:47]

## タイアップ
| 曲名         | タイアップ                          |
| ------------ | ----------------------------------- |
| Who are you? | 映画『北京原人 Who are you?』挿入歌 |

## 収録アルバム
| 曲名         | 収録アルバム |
| ------------ | ------------ |
| Who are you? | 『Angelus』  |